# WrestleMania 2
WrestleMania 2 – druga edycja gali pay-per-view WrestleManii, która została wyprodukowana przez World Wrestling Federation (pierwsza WrestleMania była dostępna przez PPV tylko w wybranych stanach). Miała miejsce w poniedziałek, 7 kwietnia 1986, była więc jedyną WrestleManią, która nie była zorganizowana w niedzielę. WrestleMania 2 miała miejsce w trzech miejscach: w Nassau Veterans Memorial Coliseum w Uniondale w Nowym Jorku, w Rosemont Horizon w Rosemont w Illinois i w Los Angeles Memorial Sports Arena w Los Angeles w Kalifornii.
W każdej hali odbyły się cztery walki. Tak jak pierwsza WrestleMania, walki były pokazywane w telewizji przemysłowej. Gala była również pierwszą WrestleManią, która była nadawana na państwowym markecie pay-per-view. Wystąpiły trzy drużyny komentatorskie: Vince McMahon i Susan Saint James w Nowym Jorku, Gorilla Monsoon, Gene Okerlund i Cathy Lee Crosby w Chicago i Jesse Ventura, Alfred Hayes i Elvira w Los Angeles. Konferansjerami byli Howard Finkel (Nowy Jork), Chet Coppock (Chicago) i Lee Marshall (Los Angeles).
Walką wieczoru w Nassau Veterans Memorial Coliseum był boxing match, gdzie Mr. T pokonał Roddy’ego Pipera przez dyskwalifikację. W karcie również były walki takie jak Randy Savage kontra George Steele o WWF Intercontinental Championship, Jake Roberts kontra George Wells i Paul Orndorff kontra The Magnificent Muraco. Walką wieczoru w Rosemont Horizon był 20-osobowy battle royal, w którym wystąpili wrestlerzy WWF i gracze NFL. Oprócz tego, w walce o WWF Tag Team Championship, The British Bulldogs (Davey Boy Smith i Dynamite Kid) pokonali mistrzów The Dream Team (Grega Valentine’a i Brutus Beefcake’a). Odbył się również mecz o WWF Women’s Championship pomiędzy The Fabulous Moolah i Velvet McIntyre oraz flag match pomiędzy Corporal Kirchner i Nikolai Volkoffem. Walką wieczoru w Los Angeles Memorial Sports Arena był mecz o WWF Championship, gdzie Hulk Hogan pokonał King Kong Bundy’ego w steel cage matchu zachowując tytuł. Dodatkowo, Terry Funk i Hoss Funk zmierzyli się z Junkyard Dogiem i Tito Santaną w tag team matchu, Adrian Adonis walczył z Uncle Elmerem oraz Ricky Steamboat z Herculesem.

## Przygotowania

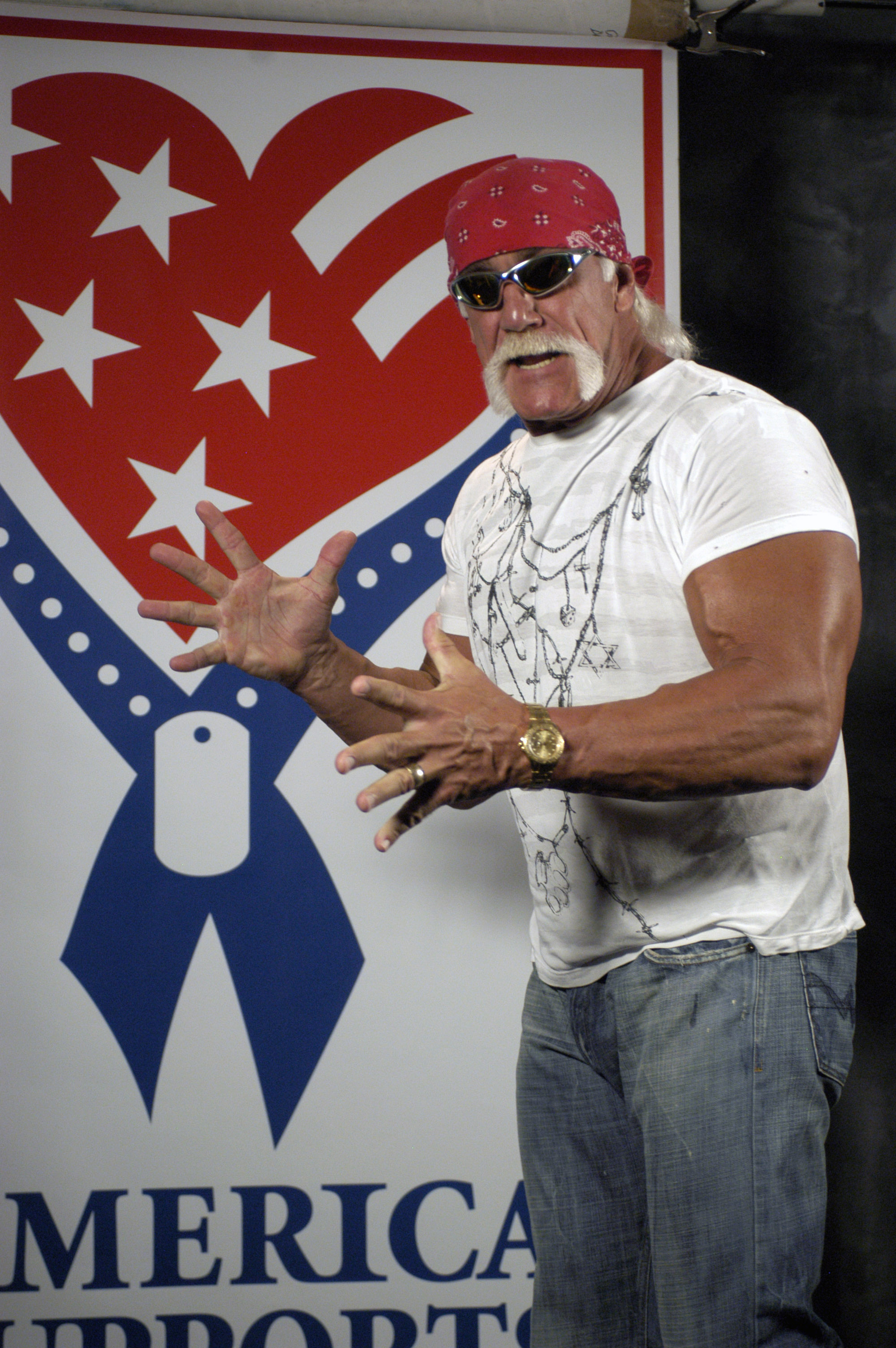
Hulk Hogan, którzy zmierzył się z King Kong Bundym w steel cage matchu o WWF Championship na WrestleMania

WrestleMania 2 oferowała walki profesjonalnego wrestlingu z udziałem różnych wrestlerów z istniejących oskryptowanych rywalizacji i storyline’ów, które były kreowane na Championship Wrestling, All-Star Wrestling, Saturday Night’s Main Event i Prime Time Wrestling – programach należących do World Wrestling Federation (WWF). Wrestlerzy byli przedstawiani jako heelowie (negatywni, źli zawodnicy i najczęściej wrogowie publiki) i face’owie (pozytywni, dobrzy i najczęściej ulubieńcy publiki), gdzie na tygodniówkach rywalizowali pomiędzy sobą w walkach i segmentach mających budować napięcie, kulminując w walkę wrestlerską lub serię walk na galach PPV.
Trzy rywalizacje z walk wieczoru były kreowane 1 marca 1986 na Saturday Night’s Main Event:
- Główną rywalizacją zmierzającą na WrestleManię 2 była pomiędzy Hulkiem Hoganem i King Kong Bundym, gdzie obaj rywalizowali o WWF Championship. Mimo że ówcześnie okazjonalnie staczali ze sobą walki, ich pierwsze spotkanie w państwowej telewizji nastąpiło 2 listopada 1985 na Saturday Night’s Main Event gdzie Hogan w drużynie z André the Giantem pokonali rywali André, Big John Studda i Bundy’ego[7]. 1 marca, Hogan obronił tytuł WWF przeciwko The Magnificent Muraco. Kiedy Hogan miał przypiąć Muraco, Bundy przybiegł do ringu i z pomogą Muraco we dwóch atakowali samotnego Hogana. Bundy wykonał na nim ruch o nazwie „Avalanche” i poprzez swój ciężar ciała, złamał Hoganowi żebra[5][8]. Hogan miał bardzo poważną (oskryptowaną) kontuzję, podczas gdy Bundy (napawając się swoimi akcjami) wyzwał Hogana do walki o tytuł. Wraz z ochotą zemsty, Hogan zadecydował by nie posłuchać się rad doktora i zaakceptował wyzwanie; walka została zabookowana pomiędzy tą dwójką w stalowej klatce o WWF Championship[5].
- Drugą rywalizacją zmierzającą na galę była pomiędzy Mr. T i Roddym Piperem. Piper był głównym heelem w WWF od 1984 i rok później dołączyli do niego Paul Orndorff i Bob Orton w rywalizacji przeciwko Hulkowi Hoganowi i Mr. T.[9] Hogan i T pokonali Pipera i Orndorffa w walce wieczoru pierwszej WrestleManii[10]. Rywalizacja Pipera-Mr.T została zrestartowana w 1986 po tym jak ich prawdziwa nienawiść została stała się światu znana, przez co WWF postanowiło przeobrazić w ich kolejną rywalizację. Piper i inni nie lubili Mr.'a T, gdyż był on aktorem i nie miał umiejętności wrestlerskich. W odpowiedzi, Mr T. został specjalnym bokserem WWF i zaczął brać udział w boxing matchach. 1 marca na Saturday Night’s Main Event, Mr. T pokonał Ortona w boxing matchu[8]. Po walce, Piper rozproszył Mr.'a T, dzięki czemu Orton zaatakował go od tyłu i we dwóch ranili boksera. Mr. T pragnął zemsty, prowadząc do boxing matchu przeciwko Piperowi.
- Trzecią główną rywalizacją prowadzącą do WrestleManii była pomiędzy The Dream Team (Gregiem Valentine i Brutus Beefcakem) i The British Bulldogs (Davey Boy Smithem i Dynamite Kidem) o WWF Tag Team Championship. 24 sierpnia 1985, Beefcake i Valentine zdobyli tytuły tag team od The U.S. Express (Barry’ego Windhama i Mike’a Rotundy)[11]. Tuż po wygraniu tytułów, zostali wyzwani przez British Bulldogs do walki o tytuły. Ostatecznie obronili je przeciwko Bulldogs na house show 11 września poprzez dyskwalifikację[12]. Bronili tytuły ponownie przeciwko Bulldogs na Saturday Night’s Main Event, gdzie tym razem wyszli z tego czysto zwycięsko[8]. Po tym jak Bulldogs dwa razy nie powiodło się wygranie tytułów, Dream Team zgodziło się na obronę ich tytułów przeciwko Bulldogs po raz ostatni w title matchu na WrestleManii.

## Gala
WrestleMania 2 miała miejsce na trzech arenach: w Nassau Veterans Memorial Coliseum w Uniondale w Nowym Jorku, w Rosemont Horizon w Rosemont w Illinois i w Los Angeles Memorial Sports Arena w Los Angeles w Kalifornii.

### Nowy Jork
W pierwszej walce gali i w pierwszej walce w Nowym Jorku, Paul Orndorff walczył z The Magnificent Muraco’em. Walka zakończyła się podwójnym wyliczeniem pozaringowym.
Następnie odbył się mecz o WWF Intercontinental Championship pomiędzy Randym Savage’em i George’em Steele’em. Savage’owi asystowała jego żona, Miss Elizabeth. Savage przypiął Steele’a poprzez roll-up, opierając obie stopy na środkowej linie, w rezultacie czego Savage obronił swój WWF Intercontinental Championship. W późniejszej części meczu, Steele został pierwszym wrestlerem który odkopał po opatentowanym ruchu Savage’a, diving elbow dropu ze szczytu narożnika.
Trzecia walka w Coliseum była pomiędzy Jakiem Robertsem i George’em Wellsem. Wells wcześnie przypuścił atak na Robertsa, a chwilę potem pojedynek toczył się na zewnątrz ringu. Na ringu Wells wykonał leaping shoulder block, a potem też flying headscissors, scoop slam, knee lift i powerslam. Roberts jednak zaatakował go w oczy i zademonstrował DDT na Wellsie, po czym przypiął go, wygrywając mecz. Po walce Roberts owinął swojego węża Damiena wokół głowy Wellsa, który wskutek czego zwymiotował.
Pierwsza walka wieczoru WrestleManii 2 była boxing matchem pomiędzy Mr. T i Roddym Piperem. Mr. T’emu asystował prawdziwy bokser, Joe Frazier, podczas gdy Piperowi pomagał również prawdziwy trener bokserski Lou Duva. Piper został zdyskwalifikowany po tym jak wykonał bodyslam w czwartej rundzie w 1:15 minucie.

### Chicago
Pierwszą walkę w Chicago był mecz o WWF Women’s Championship pomiędzy The Fabulous Moolah i Velvet McIntyre. McIntyre wykonała splash na Moolah, lecz Moolah się odsunęła i McIntyre nie trafiła. Moolah miała przewagę i przypięła McIntyre, broniąc tytułu.
Drugą walką był flag match (zwycięzca będzie powiewał flagą kraju lub regionu, którego reprezentował) pomiędzy Corporal Kirchnerem i Nikolai Volkoffem. Volkoffowi asystował jego menadżer Freddie Blassie. Volkoff szybko zaatakował rywala poprzez serię kopnięć i ciosów.Kontynuował walkę na zewnątrz ringu, lecz potem sytuacja się zmieniła, gdy Kirchner zaczął się bronić. Kirchner uderzył jednak sędziego, powodując jego utratę przytomności. Blassie wrzucił jego laskę Volkoffowi, lecz Kirchner złapał go i zaatakował nim Volkoffa, a następnie przypiął go odnosząc zwycięstwo.
Trzecią walką był 20-osobowy battle royal pomiędzy wrestlerami WWF, a zawodnikami NFL. Z NFL pojawili się Jimbo Covert, Bill Fralic, Russ Francis, Ernie Holmes, Harvey Martin i William „The Refrigerator” Perry, a z WWF wystąpili André the Giant, Ted Arcidi, Tony Atlas, The Hart Foundation (Bret Hart and Jim Neidhart), The Killer Bees (B. Brian Blair and Jim Brunzell), Hillbilly Jim, The Iron Sheik, King Tonga, Pedro Morales, Bruno Sammartino, Danny Spivey i Big John Studd. W końcówce meczu André the Giant i obaj członkowie Hart Foundation byli trzema ostatnimi uczestnikami. André wpierw wyeliminował Neidharta i następnie Harta odnosząc zwycięstwo w battle royalu.
Drugą walką wieczoru WrestleManii był mecz o WWF Tag Team Championship pomiędzy The British Bulldogs (Davey Boy Smithem i Dynamite Kidem) i The Dream Team (Gregiem Valentine i Brutusem Beefcake). Bulldogs towarzyszył piosenkarz Ozzy Osbourne i Lou Albano. Smith popchnął Valentine’a w róg, gdzie Valentine zderzył się głowami z Dynamite Kidem. Kid spadł na podłogę podczas gdy Smith przypiął Valentine’a wygrywając pasy tag-team i kończąc siedmiomiesięczne panowanie The Dream Team.

### Los Angeles
Ricky Steamboat zmierzył się z Herculesem w pierwszej walce w Los Angeles. Hercules próbował wykonać flying bodypress, lecz spudłował. Steamboat następnie wykonał swój flying bodypress i przypiął rywala odnosząc zwycięstwo.
Adrian Adonis, któremu towarzyszył Jimmy Hart pokonał Uncle Elmera po wykonaniu diving fist drop.Na początku Elmer zyskał przewagę, wyrzucając Adonisa z ringu lub raz zaplątując go w liny.Wykonał też body avalanche.Gdy jednak nie udało mu się wykonać leg drop, Adonis wspiął się na narożnik, wykonał diving fist drop, przypiął przeciwnika i zwyciężył w 3 minuty.
Terry i Hoss Funk zmierzyli się z Junkyard Dogiem i Tito Santaną w tag team matchu. Braciom Funk towarzyszył Jimmy Hart. Sędzia został rozproszony przez Hossa, co Hart wykorzystał dając Terry’emu megafon, którym uderzył JYDa i przypiął go zdobywając zwycięstwo.
Następnie odbyła się walka o WWF Championship w steel cage matchu, co było ostatnią i jednocześnie trzecią walką wieczoru WrestleManii 2. Był to jedyny steel cage match w historii WrestleManii. Hulk Hogan bronił pasa przeciwko King Kong Bundy’emu. Żebra Hogana były mocno uszkodzone przez atak Bundy’ego z 1 marca 1986 z Saturday Night’s Main Event. Bundy’emu towarzyszył Bobby Heenan. Na początku walki, Bundy zdjął bandaż otaczający klatkę piersiową Hogana. Jednakże Hogan zdobył przewagę i uderzył głową Bundy’ego o stalową klatkę. Spróbował on wykonać scoop slam na Bundym, lecz spudłował. Bundy wykonał avalanche i big splash na Hoganie. Po chwili, Hogan natychmiastowo wstał (tzw. „Hulked up”, czyli Superhuman comeback) i wykonał power slam na Bundym, a następnie leg drop. Wspiął się on na klatkę, lecz Bundy złapał jego nogi. Hogan odkopał Bundy’ego i wspiął się na sam szczyt, po czym po drugiej stronie zszedł na podłogę wygrywając mecz i broniąc tytułu. Po walce, Hogan wrócił do klatki gdy wciąż leżał, a obok niego stał Heenan. Hogan uderzył głową Heenana o klatkę i z impetem wyrzucił go z klatki, celebrując zwycięstwo z fanami.

## Wydarzenia po gali
Randy Savage i George Steele kontynuowali ich rywalizację, prowadząc do rewanżu o WWF Intercontinental Championship 3 stycznia 1987 na Saturday Night’s Main Event, gdzie Steele ponownie przegrał walkę. Savage również intensywnie rywalizował z Hoganem, lecz nie był w stanie zdobyć tytułu od Hulka.
Nowi posiadacze WWF Tag Team Champions The British Bulldogs (Davey Boy Smith and Dynamite Kid) byli przygotowani do walk z innymi drużynami. 4 października 1986 na Saturday Night’s Main Event pokonali poprzednich mistrzów The Dream Team (Grega Valentine and Brutusa Beefcake) w two out of three falls matchu broniąc tytułów.
Hulk Hogan kontynuował swoje panowanie jako WWF Champion. Oprócz Savage’a, w 1986 rywalizował również z „Adorable” Adrianem Adonisem, Herculesem i, w jego największej rywalizacji tego roku, z Paulem Orndorffem. Ich rywalizacja była skupiona na przyjaźni pomiędzy tą dwójką, gdzie „Adorable” Adrian Adonis wystawiał ich przyjaźń na próbę, co doprowadziło do odwrócenia się przeciwko Hoganowi.
Wygrywając w battle royalu, kariera André the Gianta nabrała tempa. Nie będąc jeszcze widocznym, André zaczął mieć problemy ze zdrowiem ze względu na jego nienaturalną wielkość ciała. André na jakiś czas przestał walczyć i wyruszył do Japonii na czas kręcenia filmu The Princess Bride (pol. Narzeczona dla księcia). Aby wyjaśnić jego nieobecność, wymyślono storyline, w którym André nie pojawiał się w tag team matchach, w których mieli brać udział on i jego partner naprzeciw Big John Studdowi i King Kong Bundy’emu, więc André został zawieszony (na prośbę Bobby’ego Heenana). André później powrócił, lecz pojawiał się z maską jako część nowej stajni nazwanej The Machines. Studd i Bundy próbowali jednak wyjaśnić – ale nigdy nie doszło to do skutku – że André i „The Giant Machine” to ta sama osoba.
WrestleMania 2 była ostatnim głównym pay-per-view, w którym Roddy Piper wystąpił jako heel. Krótko po gali, nagrano cztery edycje jego talk show’u „Piper’s Pit”, które zostały wyemitowane w programach WWF w kwietniu, a następnie wziął czteromiesięczną przerwę od występowania we wrestlingu. Kiedy Piper powrócił do WWF w sierpniu, został face’em i rozpoczął gwałtownie rywalizację z Adonisem, który w międzyczasie rozpoczął swój talk-show nazwany „The Flower Shop”.

## Produkcja
Była to jedyna WrestleMania, która zorganizowana była w poniedziałek.
Ray Charles zaśpiewał „America the Beautiful” przed rozpoczęciem gali na Nassau Veterans Memorial Coliseum w Uniondale, Nowym Jorku. W Nowym Jorku pojawili się celebryci tacy jak Cab Calloway, Darryl Dawkins, G. Gordon Liddy, Joan Rivers, Joe Frazier, Lou Duva, Mr. T, Ray Charles, Herb i Susan Saint James. W Chicago pojawili się Clara Peller, Dick Butkus, Ed Jones, Ozzy Osbourne, Bill Fralic, Ernie Holmes, Harvey Martin, Jim Covert, Russ Francis, William Perry i Cathy Lee Crosby. W Los Angeles pojawili się Ricky Schroder, Robert Conrad, Tommy Lasorda i Elvira.

## Wyniki walk
Rezultaty z Nassau Coliseum
| Nr                                 | Wyniki | Stypulacje                                        | Czas  |
| ---------------------------------- | --- | ------------------------------------------------- | ----- |
| 1                                  | Paul Orndorff vs. The Magnificent Muraco (w/ Mr. Fuji) zakończyło się podwójnym wyliczeniem                   | Singles match                                     | 04:10 |
| 2                                  | Randy Savage (c) (w/ Miss Elizabeth) pokonał George’a Steele’a                                                | Singles match o WWF Intercontinental Championship | 05:10 |
| 3                                  | Jake Roberts pokonał George’a Wellsa                                                                          | Singles match                                     | 03:15 |
| 4                                  | Mr. T (w/ Joe Frazier i Haiti Kid) pokonał Roddy’ego Pipera (w/ Bob Orton i Lou Duva) poprzez dyskwalifikację | Boxing match                                      | 13:15 |
| (c) – mistrz/mistrzyni przed walką | |                                                   |       |

Rezultaty z Rosemont Horizon
| Nr                                 | Wyniki | Stypulacje                                 |       |
| ---------------------------------- | --- | ------------------------------------------ | ----- |
| 5                                  | The Fabulous Moolah (c) pokonała Velvet McIntyre | Singles match o WWF Women’s Championship   | 01:25 |
| 6                                  | Corporal Kirchner pokonał Nikolai Volkoffa (w/ Freddie Blassie) | Flag match                                 | 02:05 |
| 7                                  | André the Giant wygrał eliminując jako ostatniego Breta Harta | 20-osobowy WWF vs. NFL battle royal        | 09:09 |
| 8                                  | The British Bulldogs (Davey Boy Smith i Dynamite Kid) (w/ Ozzy Osbourne i Lou Albano) pokonali The Dream Team (Grega Valentine i Brutusa Beefcake) (c) (w/ Johnny Valiant) | Tag team match o WWF Tag Team Championship | 13:03 |
| (c) – mistrz/mistrzyni przed walką | |                                            |       |

Rezultaty z Los Angeles Memorial Sports Arena
| Nr                                 | Wyniki                                                                       | Stypulacje                                                                    |       |
| ---------------------------------- | ---------------------------------------------------------------------------- | ----------------------------------------------------------------------------- | ----- |
| 9                                  | Ricky Steamboat pokonał Hercules Hernandeza                                  | Singles match                                                                 | 07:19 |
| 10                                 | Adrian Adonis (w/ Jimmy Hart) pokonał Uncle Elmera                           | Singles match o WWF Intercontinental Championship                             | 03:00 |
| 11                                 | Terry Funk i Hoss Funk (w/ Jimmy Hart) pokonali Junkyard Doga i Tito Santanę | Tag team match                                                                | 13:00 |
| 12                                 | Hulk Hogan (c) pokonał King Kong Bundy’ego (w/ Bobby Heenan)                 | Steel cage match o WWF Championship z Robertem Conradem jako sędzia specjalny | 11:00 |
| (c) – mistrz/mistrzyni przed walką |                                                                              |                                                                               |       |

### Battle Royal
| Eliminacja | Zawodnik         | Przynależność | Wyeliminowany przez              | Czas |
| ---------- | ---------------- | ------------- | -------------------------------- | ---- |
| 1          | Jimbo Covert     | NFL           | Fralica i Tongę                  | 0:54 |
| 2          | King Tonga       | WWF           | Fralica i Blaira                 | 0:54 |
| 3          | Ernie Holmes     | NFL           | Sammartino                       | 1:43 |
| 4          | Jim Brunzell     | WWF           | Neidharta, Harta i Moralesa      | 2:32 |
| 5          | Tony Atlas       | WWF           | Perry’ego                        | 2:56 |
| 6          | Harvey Martin    | NFL           | Moralesa                         | 3:48 |
| 7          | Pedro Morales    | WWF           | Martina                          | 3:48 |
| 8          | Ted Arcidi       | WWF           | Hillbilly’ego, Blaira i Spivey’a | 4:20 |
| 9          | Dan Spivey       | WWF           | Sheika                           | 4:35 |
| 10         | Hillbilly Jim    | WWF           | Sheika                           | 4:45 |
| 11         | B. Brian Blair   | WWF           | Sheika                           | 4:46 |
| 12         | Bill Fralic      | NFL           | Studda i Sheika                  | 5:12 |
| 13         | The Iron Sheik   | WWF           | Sammartino                       | 5:22 |
| 14         | Bruno Sammartino | WWF           | Studda                           | 5:51 |
| 15         | William Perry    | NFL           | Studda                           | 6:29 |
| 16         | Big John Studd   | WWF           | Perry’ego                        | 6:50 |
| 17         | Russ Francis     | NFL           | Harta i Neidharta                | 7:50 |
| 18         | Jim Neidhart     | WWF           | André                            | 8:57 |
| 19         | Bret Hart        | WWF           | André                            | 9:09 |
| Zwycięzca  | André the Giant  | WWF           | –                                |      |